# DCTN5
DCTN5‏ (Dynactin subunit 5) هوَ بروتين يُشَفر بواسطة جين DCTN5 في الإنسان.<ref name="entrez">